# بنجامین پسوم
بنجامین پسوم (انگلیسی: Benjamin Psaume؛ زادهٔ ۱۲ ژانویهٔ ۱۹۸۵) بازیکن فوتبال اهل فرانسه است.
از باشگاه‌هایی که در آن بازی کرده‌است می‌توان به باشگاه فوتبال تروا، باشگاه فوتبال تولوز، و باشگاه فوتبال نیم المپیک اشاره کرد.